# Seznam ministrů zdravotnictví České republiky
Seznam ministrů zdravotnictví České republiky  představuje chronologický přehled osob, členů vlády České republiky, působících v tomto úřadu:

## V rámci československé federace
| Pořadí | Portrét               | Ministr           | Funkční období   | Funkční období    | Funkční období | Strana                          | Strana  | Vláda                           |
| Pořadí | Portrét               | Ministr           | Nástup do úřadu  | Opuštění úřadu    | Dny v úřadu    | Strana                          | Strana  | Vláda                           |
| ------ | --------------------- | ----------------- | ---------------- | ----------------- | -------------- | ------------------------------- | ------- | ------------------------------- |
| 1.     | Není dostupný portrét | Vladislav Vlček   | 8. ledna 1969    | 11. února 1971    | 764            |                                 | ČSL     | Rázl                            |
| 1.     | Není dostupný portrét | Vladislav Vlček   | 8. ledna 1969    | 11. února 1971    | 764            | Kempný a Korčák                 | ČSL     |                                 |
| 2.     | Jaroslav Prokopec     | Jaroslav Prokopec | 11. února 1971   | 5. prosince 1989  | 6872           |                                 | KSČ     | Kempný a Korčák                 |
| 2.     | Jaroslav Prokopec     | Jaroslav Prokopec | 11. února 1971   | 5. prosince 1989  | 6872           | Korčák II.                      | KSČ     |                                 |
| 2.     | Jaroslav Prokopec     | Jaroslav Prokopec | 11. února 1971   | 5. prosince 1989  | 6872           | Korčák III.                     | KSČ     |                                 |
| 2.     | Jaroslav Prokopec     | Jaroslav Prokopec | 11. února 1971   | 5. prosince 1989  | 6872           | Korčák IV.                      | KSČ     |                                 |
| 2.     | Jaroslav Prokopec     | Jaroslav Prokopec | 11. února 1971   | 5. prosince 1989  | 6872           | Korčák, Adamec, Pitra a Pithart | KSČ     |                                 |
| 3.     | Pavel Klener          | Pavel Klener      | 5. prosince 1989 | 29. června 1990   | 206            |                                 | OF      | Korčák, Adamec, Pitra a Pithart |
| 4.     | Není dostupný portrét | Martin Bojar      | 29. června 1990  | 2. července 1992  | 734            | OF                              | Pithart |                                 |
| 4.     | Není dostupný portrét | Martin Bojar      | 29. června 1990  | 2. července 1992  | 734            | OH                              | Pithart |                                 |
| 5.     | Není dostupný portrét | Petr Lom          | 2. července 1992 | 31. prosince 1992 | 182            |                                 | ODS     | Klaus I.                        |

## V rámci samostatné republiky
| Pořadí | Portrét                             | Ministr           | Funkční období    | Funkční období     | Funkční období | Strana                                | Strana                                      | Vláda        |
| Pořadí | Portrét                             | Ministr           | Nástup do úřadu   | Opuštění úřadu     | Dny v úřadu    | Strana                                | Strana                                      | Vláda        |
| ------ | ----------------------------------- | ----------------- | ----------------- | ------------------ | -------------- | ------------------------------------- | ------------------------------------------- | ------------ |
| 1.     | Není dostupný portrét               | Petr Lom          | 1. ledna 1993     | 22. června 1993    | 172            |                                       | ODS                                         | Klaus I.     |
| 2.     | Není dostupný portrét               | Luděk Rubáš       | 23. června 1993   | 10. října 1995     | 839            | ODS                                   | Klaus I.                                    |              |
| 3.     | Jan Stráský                         | Jan Stráský       | 10. října 1995    | 2. ledna 1998      | 815            | ODS                                   | Klaus I.                                    |              |
| 3.     | Jan Stráský                         | Jan Stráský       | 10. října 1995    | 2. ledna 1998      | 815            | ODS                                   | Klaus II.                                   |              |
| 4.     | Zuzana Roithová                     | Zuzana Roithová   | 2. ledna 1998     | 22. července 1998  | 201            |                                       | nestraník                                   | Tošovský     |
| 5.     | Ivan David                          | Ivan David        | 22. července 1998 | 9. prosince 1999   | 505            |                                       | ČSSD                                        | Zeman        |
| 6.     | Vladimír Špidla                     | Vladimír Špidla   | 10. prosince 1999 | 9. února 2000      | 61             | ČSSD                                  |                                             | Zeman        |
| 7.     | Bohumil Fišer                       | Bohumil Fišer     | 9. února 2000     | 15. července 2002  | 887            | ČSSD                                  |                                             | Zeman        |
| 8.     | Obrázek této osoby není k dispozici | Marie Součková    | 15. července 2002 | 14. dubna 2004     | 639            | ČSSD                                  | Špidla                                      |              |
| 9.     | Není dostupný portrét               | Jozef Kubinyi     | 14. dubna 2004    | 4. srpna 2004      | 112            | ČSSD                                  | Špidla                                      |              |
| 10.    | Milada Emmerová                     | Milada Emmerová   | 4. srpna 2004     | 12. října 2005     | 434            | ČSSD                                  | Gross                                       |              |
| 10.    | Milada Emmerová                     | Milada Emmerová   | 4. srpna 2004     | 12. října 2005     | 434            | ČSSD                                  | Paroubek                                    |              |
| 11.    | Zdeněk Škromach                     | Zdeněk Škromach   | 12. října 2005    | 4. listopadu 2005  | 23             | ČSSD                                  |                                             |              |
| 12.    | David Rath                          | David Rath        | 4. listopadu 2005 | 4. září 2006       | 304            | nestraník za ČSSD od května 2006 ČSSD |                                             |              |
| 13.    | Tomáš Julínek                       | Tomáš Julínek     | 4. září 2006      | 23. ledna 2009     | 872            |                                       | ODS                                         | Topolánek I. |
| 13.    | Tomáš Julínek                       | Tomáš Julínek     | 4. září 2006      | 23. ledna 2009     | 872            | Topolánek II.                         | ODS                                         |              |
| 14.    | Daniela Filipiová                   | Daniela Filipiová | 23. ledna 2009    | 8. května 2009     | 105            | ODS                                   |                                             |              |
| 15.    | Obrázek této osoby není k dispozici | Dana Jurásková    | 8. května 2009    | 13. července 2010  | 431            |                                       | nestranička nom. ODS od 10. června 2010 ODS | Fischer      |
| 16.    | Leoš Heger                          | Leoš Heger        | 13. července 2010 | 10. července 2013  | 1093           |                                       | TOP 09                                      | Nečas        |
| 17.    | Martin Holcát                       | Martin Holcát     | 10. července 2013 | 29. ledna 2014     | 203            |                                       | nestraník                                   | Rusnok       |
| 18.    | Svatopluk Němeček                   | Svatopluk Němeček | 29. ledna 2014    | 30. listopadu 2016 | 1036           |                                       | ČSSD                                        | Sobotka      |
| 19.    | Miloslav Ludvík                     | Miloslav Ludvík   | 1. prosince 2016  | 13. prosince 2017  | 377            | ČSSD                                  |                                             | Sobotka      |
| 20.    | Adam Vojtěch                        | Adam Vojtěch      | 13. prosince 2017 | 21. září 2020      | 1013           |                                       | nestraník za ANO                            | Babiš I.     |
| 20.    | Adam Vojtěch                        | Adam Vojtěch      | 13. prosince 2017 | 21. září 2020      | 1013           | Babiš II.                             | nestraník za ANO                            |              |
| 21.    | Roman Prymula                       | Roman Prymula     | 21. září 2020     | 29. října 2020     | 38             | nestraník za ANO                      |                                             |              |
| 22.    | Není dostupný portrét               | Jan Blatný        | 29. října 2020    | 7. dubna 2021      | 160            | nestraník za ANO                      |                                             |              |
| 23.    | Není dostupný portrét               | Petr Arenberger   | 7. dubna 2021     | 26. května 2021    | 49             | nestraník za ANO                      |                                             |              |
| 24.    | Adam Vojtěch                        | Adam Vojtěch      | 26. května 2021   | 17. prosince 2021  | 205            | nestraník za ANO                      |                                             |              |
| 25.    | Vlastimil Válek                     | Vlastimil Válek   | 17. prosince 2021 | úřadující          | 1163           |                                       | TOP 09                                      | Fiala        |